# Justice militaire en Suisse

Insigne d'arme de la justice militaire (tenue A).

La justice militaire est une juridiction d'exception chargée en Suisse de réprimander les militaires suisses en service, les gardes-frontière ainsi que les civils sous certaines conditions, sur la base du Code pénal militaire. Elle est rendue par les tribunaux militaires (abrégé en TM). 

## Histoire
L'idée d'une justice militaire apparaît dans la Confédération Suisse au XIVe siècle lors du Convenant de Sempach qui établit divers règles et comportements à adopter lors d'une guerre, ou d'une conquête par les forces armées membres de l'alliance. On peut citer par exemple l'interdiction de maltraiter une femme, ou l'attitude à adopter en ce qui concerne le pillage. En cas de non-respect de ces règles, le militaire était jugé selon la juridiction de son État et non par un organe en commun.
En ce qui concerne les mercenaires pour lesquels la Suisse était réputée, ce n'est qu'au XVIIe siècle qu'une base légale prévoyait le règlement d'une affaire. Le mercenaire était jugé par son commandant et non par le Seigneur pour lequel il combattait. Ce principe était très fort en Suisse ; la naissance même de la Confédération à ses débuts avait pour objectif l'indépendance (aussi bien politique que judiciaire) face aux puissances étrangères comme le Saint-Empire ou les Habsbourgs, par exemple.
Lors de la naissance de l'État fédéral de 1848, il fallait marquer la distinction entre les troupes fédérales et les troupes cantonales mais même dans ce cas, le militaire qui commettait une faute était jugé selon le canton d'origine. 

Ce n'est qu'avec l'adoption de la nouvelle Constitution de 1874 et la politique de centralisation de l'armée qu'on assiste à la création en 1889 d'un unique droit militaire, au sens fédéral. Toutefois, il manquait l'essentiel, à savoir une base légale et on se rendit compte à la fin de la Première Guerre mondiale qu'il était nécessaire d'en créer une pour améliorer l'efficacité de la justice et l'homogénéité de la jurisprudence. Ce fut chose faite en 1927 avec la création du Code pénal militaire.

### Opposition
L'initiative populaire « Suppression de la justice militaire » est rejetée par le peuple et les cantons le 30 janvier 1921.
Malgré le vote, l'idée d'abolir la justice militaire ou de la subordonner à la justice civile revient régulièrement sur le tapis politique, mais sans passer l'étape des commissions. C'est en particulier le cas en 1990 lorsqu'un groupe de travail du parlement, présidé par Otto Schoch, sur la réforme de l'armée suisse recommande de remplacer les tribunaux militaires par des tribunaux cantonaux civils ; c'est encore le cas quatorze ans plus tard via une initiative parlementaire déposée par Josef Lang, y voyant une « juridiction d'exception […] anachronique ». Alain Berset relance l'idée en 2008. C'est enfin le cas en décembre 2009, via une motion déposée au Conseil national par Hans Widmer.

### Jurisprudence
Le 6 février 2007, le Tribunal militaire 6 a mis en accusation trois collaborateurs du Sonntags Blick à propos de l'affaire du fax égyptien concernant les prisons secrètes de la CIA, intercepté par les renseignements militaires suisses, que le journal avait publié.

## Organisation
La Justice militaire est directement rattachée au chef du département, étant précisé que les dispositions légales (article 1 de la Procédure pénale militaire, PPM) consacrent sa totale indépendance dans ses compétences juridictionnelle tant à l'égard du commandement de l'armée que de l'administration ou de la direction du département, de même que l'indépendance des Tribunaux militaires est garantie vis-à-vis de l'Office de l'Auditeur en Chef. Dès lors, le commandement de l'armée n'a aucune prise sur la Justice militaire et ne saurait lui donner la moindre instruction. Il est également précisé à l'article 4a alinea 2 PPM, que le Juge d'instruction, lors de son enquête, dirige celle-ci « sans aucune immixtion des supérieurs militaires de l’inculpé ou du suspect ».
En outre, il convient de préciser que dans le personnel non-administratif, l'Auditeur en Chef est un des seuls membres à plein-temps de la Justice militaire. Brigadier, il porte en général l'uniforme lors de ses apparitions officielles. Il n'est toutefois pas formellement un militaire professionnel, mais un haut fonctionnaire de la Confédération. Les autres membres de la Justice militaire sont en revanche des miliciens et accomplissent leurs tâches militaires à côté de leur carrière civile. Tous ont une formation juridique et la plupart sont juristes dans des administrations, avocats ou magistrats. Pour pallier les problèmes pratiques que cela peut poser dans certaines enquêtes relativement longues, 8 juges d'instruction fonctionnent à plein temps à titre de personnel militaire contractuel.
Au niveau de l'instruction, la justice militaire garde le modèle dit « juge d'instruction I », qui sépare la fonction l'instruction d'une cause de sa mise en accusation. Le juge d'instruction (JI) est ainsi chargé de récolter les preuves à charge et à décharge du prévenu, tandis que l'auditeur (procureur militaire) est chargé uniquement de la mise en accusation devant le tribunal ou de la condamnation (via une ordonnance de condamnation).
Les tribunaux militaires sont organisés, comme les Tribunaux civils, en trois instances. La première recouvre trois Tribunaux militaires (TM), divisés selon les langues officielles de la confédération (français, allemand et italien), la seconde trois Tribunaux militaires d'appel (TMA), avec la même division de langues, et la troisième, au même niveau que le Tribunal fédéral, le Tribunal militaire de cassation (TMC).
En audience, un TM est composé de trois membres de la Justice militaire, à savoir le Président (en général un colonel ou lieutenant-colonel), l'auditeur (procureur militaire) et le greffier. En outre, l'huissier est également incorporé dans la Justice militaire. La Cour est composée de cinq juges, à savoir le Président, 2 juges officiers et 2 juges sous-officiers ou soldats, les quatre assesseurs étant issus de la troupe et nommés par le chef du Département de la Défense, de la Protection de la population et des Sports sur délégation de l'Assemblée fédérale. Ils ne sont dès lors pas incorporés dans la Justice militaire et n'ont que rarement une formation juridique. Le Président est le garant du respect du droit et les quatre juges issus de la troupe ont pour tâche d'apporter le point de vue de militaires de terrain ceci tant à l'échelon des officiers que de la troupe. Les décisions sont prises à la majorité simple. Seul le Président a connaissance du dossier complet, les juges prenant connaissance de l'affaire lors des débats. L'accusé est obligatoirement assisté d'un avocat, qui peut être désigné d'office et payé par la Confédération même si l'accusé n'est pas indigent, avocat qui ne peut en aucun cas être membre du Tribunal militaire qui dirige les débats. L'usage veut que l'avocat puisse, s'il le souhaite, plaider en uniforme, en robe, ou en tenue de ville.
La décision du TM est susceptible d'appel auprès d'un TMA, puis du TMC, dont les juges sont tous des juristes incorporés dans la Justice militaire. Les présidents du TMC sont en règle générale également membres du Tribunal fédéral et de ce fait reprennent la jurisprudence de ce tribunal.
Outre les Tribunaux militaires, la Justice militaire comprend l'Office de l'Auditeur en Chef (OAC, en allemand Oberauditorat, OA), qui est responsable du bon fonctionnement de la Justice militaire tant du point de vue administratif qu'organisationnel.

## Peine de mort
Sur le plan civil la peine de mort est abolie avec le nouveau code pénal de 1938 et entré en vigueur en 1942. Sur le plan militaire, la peine de mort est supprimée du Code pénal militaire le 22 avril 1991. Elle est remplacée par une peine privative de liberté à vie. Avant cette date, la peine de mort était une sentence possible, uniquement en temps de guerre, pour des actes tels que : l'espionnage, la trahison militaire, les actes d'hostilité contre l'armée, le port d'armes par un Suisse contre la Confédération, les services rendus à l'ennemi, l'assassinat, le pillage et le brigandage de guerre.

### Bases légales
- Code pénal militaire (CPM) du 13 juin 1927 (état le 1er juillet 2024), RS 321.0.
- Procédure pénale militaire (PPM) du 23 mars 1979 (état le 1er juillet 2024), RS 322.1.
- Ordonnance concernant la justice pénale militaire (OJPM) du 24 octobre 1979 (état le 23 janvier 2023), RS 322.2.
- Ordonnance concernant la justice militaire (OJM) du 22 novembre 2017 (état le 1er janvier 2018), RS 516.41.